# Sándorjeva palača, Budimpešta
Sándorjeva palača (madžarsko Sándor-palota) je palača v Budimpešti, Madžarska. Stoji poleg kompleksa Budimskega gradu v starodavnem grajskem okrožju, od leta 2003 je uradno prebivališče in delovni prostor predsednika Madžarske.
Sándorjeva palača je 37. največja palača na današnji Madžarski

## Zgodovina

### 19. stoletje
Gradnja palače v neoklasicističnem slogu se je začela približno leta 1803, dokončana pa je bila približno 1806. Naročil jo je Grof Vincent Sándor, zato je dobila ime po njem. Grof Vincent Sándor je bil filozof in aristokrat v Avstro-Ogrski. Njegov sin grof Móric Sándor de Szlavnicza (1805–1878) je bil bolj znan v Budimpešti in na Dunaju, zaradi akrobatskih tekmovanj.
Palača je nato pripadala nadvojvodu Albrechtu, avstrijskemu generalu in cesarskemu guvernerju Madžarske, do neuspele madžarske revolucije leta 1848. Po tem so palačo in njene sosednje zgradbe, ki so obrnjene na trg, dali v najem kot vladne pisarne.
Premieri
Najprestižnejši najemnik je bil madžarski premier Gyula Andrássy, ki jo je leta 1867 za madžarsko vlado najel pri družini Pallavicini. Pozneje je pridobil lastništvo palače po zamenjavi posesti.
Andrassy je stavbo obnovil s pomočjo arhitekta Miklósa Ybla, saj je močno potrebovala popravilo. Obnovil je pritličje in ga uporabljal za svoje pisarne, prvo nadstropje pa je postalo njegova rezidenca.
Devetnajst madžarskih premierjev je živelo v palači, ki so stavbo prilagajali svojemu okusu.

### Uničenje v drugi svetovni vojni
Po padcu Madžarske sovjetske republike leta 1919 je Sándorjeva palača ostala rezidenca premiera do druge svetovne vojne. Leta 1941 je med vojno v palači storil samomor Pál Teleki, predsednik vlade Madžarske med letoma 1920 in 1921 ter med 1939 in 1941.
Manj kot štiri leta pozneje so zavezniška letala bombardirala Sándorjevo palačo, stavba pa je ostala v ruševinah. Vse, kar je bilo dragocenega v palači, je bilo zaplenjeno. Čeprav ruševine niso postale žrtev buldožerja, je palača ostala zapostavljena do padca komunizma oziroma revolucije leta 1989.

### Obnova
Po spremembi komunističnega političnega sistema na Madžarskem leta 1989 in zahvaljujoč predanemu timu restavratorskih delavcev je bila nad ruševinami postavljena streha in podporni zidovi. Naslednja leta se je Sándorjeva palača postopoma obnavljala v nekdanji slavi, notranjost pa je bila obnovljena leta 2002. Večina opreme in predmetov je replika uničenih originalov.
Restavriranje je bilo izvedeno na podlagi prvotnih načrtov, ki so bili odkriti leta 1983 in podrobne zgodovine sodobnih zemljevidov.

## Arhitektura

### Zunanjost
Na jugozahodni fasadi palače, ki je obrnjena proti trgu, je par svetlo-zelenih vrat z napisom Köztársasági Elnöki Hivatal (madžarsko predsednika republike urad). Na železni ograji nad napisom je sodoben madžarski grb, nad katerim so zastave madžarske in evropske unije.
Na jugovzhodni fasadi palače je podoben par svetlo zelenih vrat brez napisa. Na železni ograji nad temi vrati se poleg nekdanjega madžarskega grba, ki prikazuje Madžarsko z Dalmacijo, Hrvaško, Slavonijo, Reko in Transilvanijo, pojavljata madžarska in zastava EU. Nad prvim nadstropjem na jugovzhodni strani je timpanon, v imitaciji grško-rimske arhitekture, z rimsko številko MDCCCVI (1806, leto dokončanja prvotne palače).

### Notranjost
Obiskovalci lahko v stavbo vstopijo skozi južna glavna vrata in glavno stopnišče. Stopnišče ima blago bleščečo površino in elegantne pozlačene ograje iz litega železa.
Vhodna avla je okrašena s preprostimi črtastimi tapiserijami, stene so obložene s stoli iz bidermajerja, v skladu s funkcijo.
V okroglem salonu je replika originalnega poda, ki ga je leta 1928 oblikoval Rezső Hikisch. Stene so bele, strop pa krasijo freske. Predmeti in kipi v nišah posnemajo tiste, ki so bili prvotno nameščeni v palači.
Mali cesarski salon je nekoč povezal zasebni in javni del palače. Predsednik danes to sobo uporablja za neformalna srečanja. Pred kratkim odkrita serija plošč, ki vključujejo mitološke figure Károlyja Lotza, obdajajo stene kot friz, na strop pa je bila dodana osmerokotna slika boginje.
Modri salon ali Dvorana gobelinov je s pohištvom v baročnem slogu najbolj izstopajoča soba v palači in se uporablja za večje sestanke.
Rdeči salon ali Salon Marije Terezije je najbolj elegantna soba v palači. Prvotno je bil v salonu portret cesarice Marije Terezije, ki je izgubljen. Njeno mesto zdaj zaseda portret cesarice, oblečene za njeno kronanje kot kraljica Madžarske. Freske v sobi je zasnoval Miklós Ybl. Prostor je bil posebej prilagojen spominu na spravo med monarhom in vlado, zato ne vsebuje portretov madžarskih predsednikov ali premierjev, ki so vidni v drugih prostorih.
Razkošno Dvorana ogledal predsednik uporablja za zelo formalne prireditve, kot je sprejem veleposlanikov.
Konferenčna soba predsednika je v jugozahodnem kotu palače. Iz nje je pogled na Donavo in Budimski grad, v celoti pa je bila rekonstruirana v 1990-ih, potem ko je bila prvotna soba uničena.
Predsednikov studio, zasnovan na zasnovi iz 1920-ih, je bil prvotno čakalnica ministrov. Na stenah so  portreti nekdanjih premierov.
Čajni salon gleda na osrednje dvorišče, ob stenah so portreti tekmovanj Mórica Sándorja.
Viteška dvorana v severovzhodnem kotu palače je bila nekoč uporabljena kot hlev. Konjska korita iz rdečega kamna so še vedno ohranjena. Soba je bila pozneje uporabljena za tiskovne konference in se v ta namen uporablja še danes.

## Javni dostop
Palača je v poletnih mesecih ob vikendih občasno odprta za javnost in včasih gosti razstave o madžarskem političnem sistemu.